# 江南西路

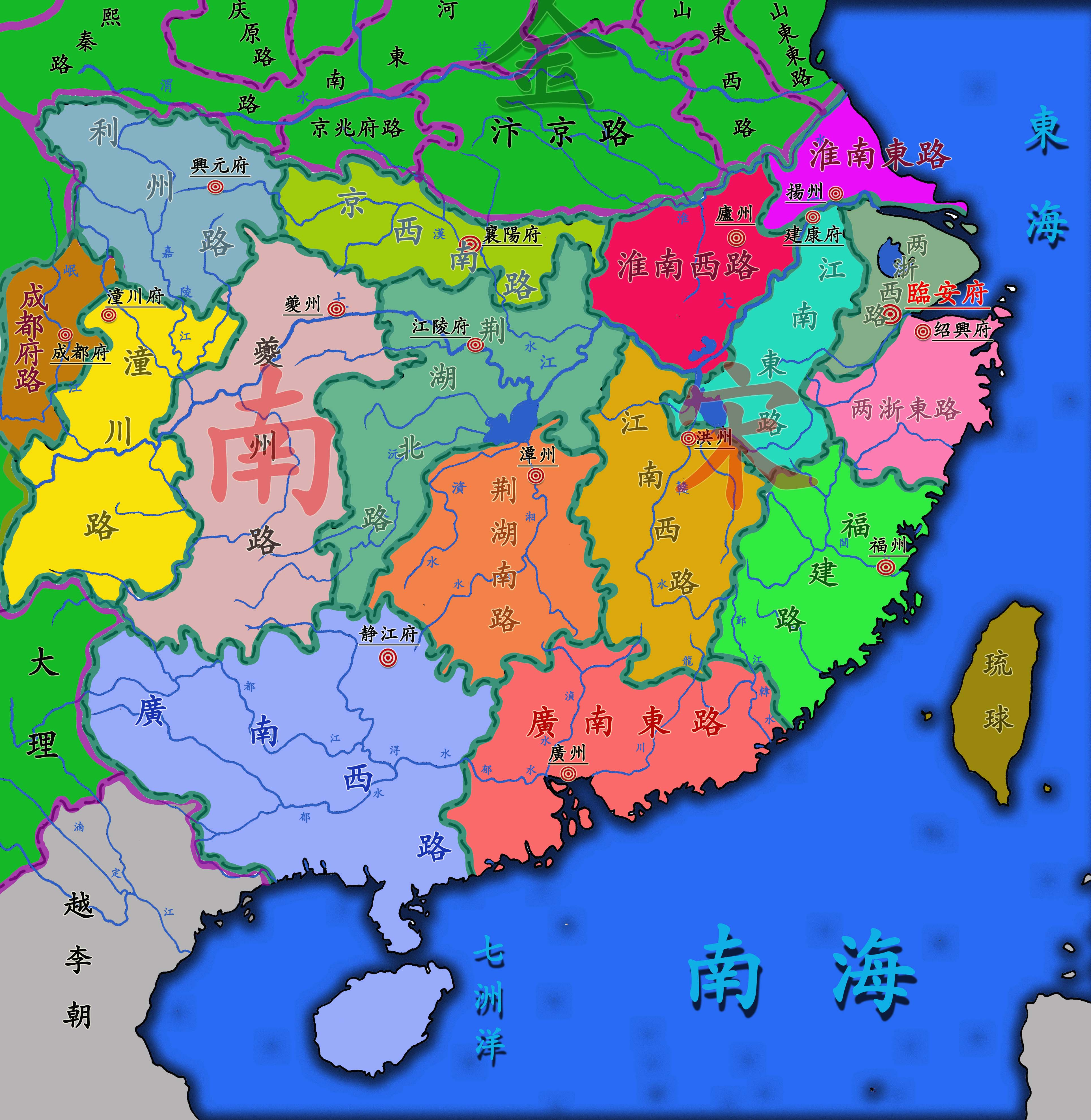
宋 分路图

江南西路是中國宋朝时设置的一个地方行政区——路，首府在洪州（今江西省南昌市境内）；後於宋朝滅亡後劃入元朝的江西行省龙兴府路等。

## 历史沿革
北宋至道三年（997年），宋朝政府在州之上改道为路，分宋朝全境為京東、京西、河北、河東、陝西、淮南、江南、荆湖南、荆湖北、兩浙、福建、西川、峽、廣南東、廣南西十五路。在並沒有行駛主權的燕雲十六州地區，宋朝政府也預設了燕山府路和雲中府路。天禧二年（1018年），复升昇州为江宁府；天禧四年（1020年），分江南路为江南东路和江南西路。
北宋时期， 今天江西省大多数土地属于江南西路，江南西路置9州、4军、68县，今江西省东部婺源县等地隶属于江南东路徽州、饶州。
在宋代，江西是中原人士南下移民开发的重点地区。北宋末年的靖康之乱，是中原人口南迁的第三次高潮。宋朝，江西曾经是中国最繁荣的省份之一。无论是人口总数、粮食产量，还是在科举考试中及第的人数，都名列全国前五名之内，仅次于淮南东路、江南东路、两浙路等，明显领先于附近的广南东路、荆湖南路等。

## 行政区划
| 府     | 附郭县        | 县                                                             |
| 洪州   | 南昌县 新建县 | 分宁县 进贤县 丰城县 奉新县 靖安县 武宁县                      |
| 抚州   | 临川县        | 崇仁县 宜黄县 金溪县                                           |
| 信州   | 上饶县        | 铅山县 玉山县 永丰县 贵溪县 弋阳县                             |
| 江州   | 德化县        | 湖口县 彭泽县 瑞昌县 德安县                                    |
| 袁州   | 宜春县        | 分宜县 萍乡县 万载县                                           |
| 筠州   | 高安县        | 上高县 新昌县                                                  |
| 吉州   | 庐陵县        | 吉水县 泰和县 永丰县 龙泉县 万安县 安福县 永新县               |
| 赣州   | 赣县          | 信丰县 安远县 龙南县 于都县 兴国县 会昌县 虔化县 瑞金县 石城县 |
| 建昌军 | 南城县        | 南丰县                                                         |
| 南康军 | 星子县        | 建昌县 都昌县                                                  |
| 临江军 | 清江县        | 新淦县 新余县                                                  |
| 南安军 | 大余县        | 南康县 上犹县                                                  |